# أفنيت كور
أفنيت كور (بالإنجليزية: Avneet Kaur)‏ (مواليد 13 أكتوبر 2001) هي ممثلة هندية. اشتهرت بتصوير الأميرة ياسمين في فيلم علاء الدين - نعم توه سونا هوجا وشاروماتي في شاندرا نانديني.
بدأت أفنيت كور حياتها المهنية مع برنامج الرقص Zee TV Dance India Dance Li'l Masters. تم إقصائها قبل الدور نصف النهائي. ثم شاركت في Dance Ke Superstars، حيث انضمت إلى فريق "Dance Challengers".

## النشأة لأفنيت كور
ولدت أفنيت كور في جالاندهار ، البنجاب ، في 13 أكتوبر 2001. اسم أبوين أفنيت كور هو أمانديب ناندرا (الأب) وسونيا ناندرا (الأم). لديها اسم الأخ جايجيت سينغ. والده صاحب عمل بينما والدته زوجة منزل. تخرجت من مدرسة DAV العامة بدرجة دبلوم الصف العاشر.

## وصلات خارجية
- أفنيت كور على موقع IMDb (الإنجليزية)
- أفنيت كور على موقع قاعدة بيانات الأفلام العربية
- أفنيت كور على موقع قاعدة بيانات الفيلم (الإنجليزية)